# Whigové
Whigové byli jedna ze dvou původních politických stran (druhou byli toryové) v Anglii a později ve Velké Británii od konce 17. století do poloviny 19. století. I když jejich základní myšlenkou byla podpora konstituční monarchie a odpor proti absolutismu, je možno tuto stranu označit jako konzervativní. Obě strany se vytvořily z volných skupin lidí podobných názorů, formálně vznikly roku 1784 jmenováním Charlese Jamese Foxe předsedou rekonstruované strany whigů jako opozice proti vládní straně nových toryů vedené Williamem Pittem mladším.
Strana whigů se postupně ustanovila v průběhu 18. století. Whigové podporovali následnictví protestantské Hannoverské dynastie a toleranci nekonformních protestantů, zatímco toryové podporovali Stuartovce, Anglikánskou církev a venkovskou šlechtu. Později byli whigové podporováni průmyslníky a bohatými obchodníky a toryové získávali spojence mezi vlastníky půdy a členy královské rodiny. V první polovině 19. století zahrnoval program whigů nejen svrchovanost parlamentu nad panovníkem, ale i podporu volného obchodu, emancipaci katolíků, zákaz otrokářství a rozšíření občanských práv.
Ze strany whigů se později vyvinula Liberální strana (toryové byli základem pro vznik Konzervativní strany).